# Fackelbücherei
Die Fackelbücherei war eine Buchreihe aus dem Fackelverlag ab den 1950er Jahren. Sie wollte Grundlagenkenntnisse zu verschiedensten Themen der Allgemeinbildung preisgünstig verfügbar machen. Damit sollte dem Leser laut Verlagswerbung sowohl "beruflicher Aufstieg" als auch die "Entwicklung zur Selbstsicherheit" ermöglicht werden.
Laut Eigenauskunft fußte die Reihe auf "Erfahrungen der Volkshochschulen und ähnlicher Institutionen der Erwachsenenbildung". Unter den Autoren finden sich auch einige damals namhafte Dozenten wie zum Beispiel Heinz Rainer Reinhardt. Viele der Bücher der Reihe mit Titeln wie "Ich beherrsche Sprache und Stil", "Ich messe Flächen, Körper und Winkel" oder "Ich weiß mehr über Literatur" erfuhren bis in die 1960er Jahre bis zu einem halben Dutzend Neuauflagen.
Der Erfolg der Reihe lag darin begründet, dass die an die 50 Einzelpublikationen jeweils auf 160 Seiten ein bestimmtes Wissensthema für Menschen ohne jede Vorbildung praktisch gegliedert aufbereitete und der damalige Käufer bei einem Preis von 3 Mark 85 so recht günstig an ein auch für ihn verwendbares Fachbuch kam.
Einen besonderen Kaufanreiz meinte der Verlag wohl zusätzlich noch in einigen Vorworten der Bücher, wo man sie u. a. als "Nachschlagewerk (...) der Gedächtnisschulung (Quiz-Sendungen!)" anpries, geben zu können.